# Ованес Адамян
Ованес Абгарович Адамян е арменски инженер.

## Биография
Роден е през 1879 г. в Баку, починал в Ленинград през 1932 г., погребан в Ереван. Учи в университетите на Мюнхен, Цюрих и Берлин през 1899-1904 г.
През 1905 и през 1907 г. регистрира идеите си за черно-бяла и цветна телевизия в Берлин. През 1907 г. провежда в Берлин първото в света експериментално предаване на цветни картини на разстояние 600 км. В Лондон първото експериментално представяне на цветната телевизия, основана на трицветния принцип на Адамян, е реализиран през 1928 г. Той е признат за един от основателите на цветната телевизия.
През 1921 г. докладва идеята си за факс машина на Осмия всеруски конгрес по електротехника в Москва, а през 1930 г. осъществява първото в света факсово предаване от Москва до Ленинград.